# 佐藤栞里
佐藤 栞里（さとう しおり、1990年〈平成2年〉7月27日 - ）は、日本の女性ファッションモデル、女優、タレント。新潟県生まれ、群馬県高崎市、埼玉県上尾市育ち。出身高校は、浦和実業学園高等学校。スターダストプロモーション所属。愛称は、しーちゃん。

## 来歴
2001年、ローティーン向けファッション雑誌『ピチレモン』（学研プラス）のピチモオーディションでグランプリを獲得。同年9月から2006年まで専属モデルとして活動した。2008年7月、『PINKY』（集英社）オーディションのグランプリを受賞し、専属モデルとなる。
2009年4月、初のレギュラー番組『サキよみ ジャンBANG!』（テレビ東京）が開始。同年5月から漫画雑誌『週刊少年ジャンプ』（集英社）の読者投稿コーナー「ジャンプ魂」に3代目アシスタントとして加入（21号から）、リニューアル後の「ジャン魂G!」にも引き続き登場していた。2010年30号の三代目レース完了を待って卒業。2010年1月から『non-no』（集英社）専属モデルとなり約2年半誌面に登場した。2012年6月をもって同誌を卒業。
2012年4月以降は『MORE』『mini』『ar』などの雑誌にレギュラーモデルを務めている。
2014年、日本テレビ系で放映のバラエティ番組『1億人の大質問!?笑ってコラえて!』の人気コーナー「朝までハシゴの旅」へ出演したところから人気と知名度を得て、2015年10月から同番組の4代目サブMCを務める。
2015年8月から『有吉の壁』（日本テレビ）にアシスタントとして出演。
2017年4月から『王様のブランチ』（TBSテレビ）の6代目女性総合司会を務める。
2023年7月28日発売の9・10月合併号をもって、11年間務めた『MORE』のモデルを卒業。

## エピソード
- 生まれは新潟県だが、生まれてすぐに群馬県高崎市に移り、小学6年生の時に、埼玉県上尾市へ引っ越した。本人曰く「新潟生まれ、群馬育ち、埼玉出身」。
- 両親は新潟県出身。
- 名前の由来はサザンオールスターズの「栞のテーマ」である。家族全員がファンクラブに入っているほどのサザンの大ファンであり、自身のSNSでも度々ライブに訪れたことを報告している。また、同じくサザンのファンであるいとうあさことも交流がある[14][15][16][17]。
- 趣味は立ち食い形式の飲食店巡り[18][19][20]、高校野球観戦[6]である。
- お笑いコンビ、オードリーの大ファンであり、彼らのレギュラー番組である『オードリーのオールナイトニッポン』（ニッポン放送）のヘビーリスナー（リトルトゥース）。2019年3月2日に日本武道館で行われたイベントでは自ら一般チケットを購入し参加した。同年6月30日にラゾーナ川崎で行われた（武道館ライブの模様を収めた）DVDの発売イベントでは、自身のレギュラー番組放送後に駆けつけて参加したなどのエピソードを持つ[21]。なお、オードリーのラジオを聴き始めた契機は、高校の先輩であるイジリー岡田のゲスト出演回を聴いた事[7]。
- 芸能界での友達は少ないと発言しているが、川田裕美とはインスタグラムでの交流や日本テレビ系のバラエティー番組『沸騰ワード10』がきっかけとなり友達になった[18][20][22]。同番組で上白石萌音とも番組ディレクターから促される形で連絡先を交換。「もねしー」という愛称で番組内では取り上げられている[23]。
- 佐藤二朗・佐藤ありさと家族という設定で撮影した着回し企画[24]が雑誌『MORE』に掲載されたことで誤解されることがあるが[25]、実際の家族ではない[25]。
- 歌手の高取ヒデアキとは13親等の親戚で、少年忍者（ジュニア）の川﨑皇輝・川﨑星輝兄弟とも27親等の親戚である。[26]
- 映画『父と僕の終わらない歌』で共演した寺尾聰と松坂桃李に演技を賞賛され、寺尾と松坂が「女優を続けろ」「どんどんやれ」と佐藤の女優業を応援した[27]。

## 出演
太字は現在、出演中

### レギュラー番組
現在の番組
- 1億人の大質問!?笑ってコラえて!（2013年8月21日 - 、日本テレビ） - 2015年10月よりサブMC 、朝までハシゴの旅コーナーにも出演
- 有吉の壁（2015年8月3日 - 、日本テレビ） - アシスタントMC
- 王様のブランチ（2017年4月1日 - 、TBSテレビ） - 総合司会　※ブランチショッピング、JNNニュース、王様のデザート除く
- ヒルナンデス!（2017年4月4日 - 、日本テレビ） - 火曜レギュラー、それ以前もVTR企画等で出演していた
- 再現できたら100万円!THE神業チャレンジ（2023年4月 - 、TBS） - 不定期出演

過去の番組
- サキよみ ジャンBANG!（2009年4月 - 2010年7月、テレビ東京） - レギュラー出演、栞名義
- non-no TV (2010年10月 - 2012年3月、BS-TBS)
- MOREはっぴーTV（2015年1月 - 3月、BS-TBS）- MC
- 世界一受けたい授業（2015年6月20日 - 2024年3月23日 、日本テレビ）- 準レギュラー
- 優しい人なら解ける クイズやさしいね（2015年11月17日 - 2017年3月21日、フジテレビ） - 準レギュラー
- 決め方TV（2016年1月5日 - 3月22日、テレビ朝日） - 2015年の特番時代にも出演あり
- 沸騰ワード10（2018年10月26日 - 2023年1月13日、日本テレビ） - 不定期（取り憑かれた芸能人シリーズ「立ち食い愛」）
- 内村と相棒（2023年4月12日 - 9月20日、フジテレビ）
- 世界頂グルメ（2024年4月17日 - 2025年3月26日 、日本テレビ） - MC[28]

### 単発番組
- ミルクチャポン（2011年11月、TBSテレビ）- クイズ!酪農がすき
- ドレミファさまぁ〜ず2（2012年12月28日、テレビ東京）- 進行
- 世界ふしぎ発見!（2016年3月5日。2019年8月3日、11月30日。2020年11月14日。2021年3月13日、6月5日。2022年1月22日、10月29日、TBS）- ゲスト解答者
- ドキドキ宅配便 それ、届けに行きませんか?（2016年8月、全3回、テレビ東京） - MC
- バナナマンのせっかくグルメ!!（2017年5月7日・14日・8月20日・11月19日・26日・2018年3月11日・18日・9月16日・2019年3月24日・5月19日・7月21日、TBSテレビ）
- 全国小学生No.1超頭脳決定戦!（2017年9月5日、TBSテレビ） - MC
- 東野・岡村の旅猿 プライベートでごめんなさい…
  - シーズン11（2017年6月14日 - 7月5日、キャンプの聖地山梨・道志村でリベンジの旅） - ゲスト
  - シーズン16（2019年10月3日 - 24日、何も決めずに石川県の旅） - ゲスト
  - シーズン23（2023年9月6日 - 童心に返って夏を満喫しよう！の旅） - ゲスト
- 24時間テレビ（2016年 - ）
- みやぞんの銭湯さんぽ～東京下町&古都鎌倉ぶらり旅（2021年1月6日）- ナレーター
- 笑いの創造神たち（2021年3月20日、NHK総合） - 司会
- オードリーの大トリは芸能人（2021年6月26日、TBSテレビ） - オードリーと共にMC[29]
- 秋の超豊作 さんま御殿 メダリスト＆大物2世イライラ美人妻の逆襲（2021年10月12日、日本テレビ）
- 旅する水曜日 みやぞんのにっぽん銭湯さんぽ（日本テレビ）- ナレーター/旅の見届け人
  - 2022年6月15日 - 歴史息づく京都でぶらり銭湯探しの旅
  - 2022年6月22日 - 温泉王国鹿児島でぶらり銭湯探しの旅
- 人生最高レストラン（2023年2月4日、TBSテレビ）

### 音楽番組
- ミュージック☆ロード（2015年1月10日 - 2017年9月30日、BS11）- アシスタントMC

### CM
- 小学館「美的」（2013年2月 - ）
- 日本コカ・コーラ「スプライト」（2015年4月 - ）
- スズキ「スペーシア」（2015年12月 - ）
- マーベラス「ディズニー」マジックキャッスル ドリーム･アイランド（2016年2月 - ）
- 日本ケンタッキー・フライド・チキン「香ばし醤油チキン」『着物美人』篇（2016年3月 - ）
- エバラ食品工業「プチッと鍋」（2016年8月22日 - ）[30]
- ダイドードリンコ「大人のカロリミット®」茶シリーズ
  - 『ごきげん』篇（2019年3月 - ）[31]
  - 『 おいしいおいしいおいしい』篇（2021年3月 - ）
- アサヒビール「クリアアサヒ」（2021年3月2日 - 2022年）木梨憲武と共演
  - 「新!クリアアサヒ 生まれ変わった」篇（2021年3月2日 - ）
  - 「新!クリアアサヒ 飲んでみた」篇（2021年3月2日 - ）
- ロッテ「ZERO」『カウントダウン チョコ』篇、『カウントダウン アイス』篇（2022年5月24日 - 2023年）[32]
- イングリウッド 三ツ星ファーム (2022年5月14日 -) [33]
- アディダスジャパン（2024年2月1日 - ）
- サッポロビール「サッポロクラシック」（2024年2月14日 - ）オクラホマと共演[34]
  - 「クラシック　新企画はじまる」篇（2024年2月14日 - ）
  - 「クラシック 河野さん 牡蠣」篇、「クラシック 藤尾さん 本ししゃも」篇（2024年10月4日 - ）[35]
- 東洋水産「マルちゃん 麺づくり」（2024年3月18日 - ）
  - 「合唱団」篇（2024年3月18日 - ）[36]
  - 「心の声」篇（2024年9月2日 - ）[37]
- SOMPOひまわり生命保険（2024年4月3日 - ）

### テレビドラマ
- 怪談新耳袋 第4シリーズ第57話（2005年3月、BS-TBS）
- コウノドリ 第1シリーズ第3話（2015年10月30日、TBS） - 根岸若菜 役[38]
- TOKYO MER〜走る緊急救命室〜（2021年7月4日 - 9月12日、TBS） - 喜多見涼香 役[39]
- 君の花になる 第5話（2022年11月15日、TBS） - 「王様のブランチ」司会 役
- THE MYSTERY DAY〜有名人連続失踪事件の謎を追え〜（2023年10月7日、日本テレビ）[40]

### 映画
- 劇場版 TOKYO MER～走る緊急救命室～（2023年4月28日公開） - 喜多見涼香 役
- 長岡大花火 打ち上げ、開始でございます（2024年6月28日公開）ナレーション
- 父と僕の終わらない歌（2025年5月23日公開）-志賀聡美 役
- [41]

### 劇場アニメ
- 劇場版ポケットモンスター キミにきめた!（2017年7月15日公開） - マコト 役

### 吹き替え
- ペットシリーズ ｰ ケイティ役
  - ペット（2016年8月11日公開）[42]
  - ペット2（2019年7月26日公開）[43]

### ラジオ
- 「日本大学 MILLION LIFE」（2012年10月 - 2013年3月、FM NACK5）
- 「日本大学 メディカルカレッジ」（2012年10月 - 2013年3月、FM NACK5）
- 「佐藤栞里のオールナイトニッポン0(ZERO)」（2020年6月14日、2022年6月19日、2023年7月25日、ニッポン放送）(それぞれ、13日、18日、24日深夜に放送)
- JFL HOLIDAY SPECIAL MEIJI CHOCOLATE presents SWEET HARMONY（J-WAVEおよびJFL系列局、2024年2月12日） - パーソナリティ[44]

## 出版物
太字は現在、出演中

### 雑誌
- BAILA（集英社、2023 - ）
- mini（宝島社、2012年 - ）
- ar（主婦と生活社、2012年 - ）
- SPRiNG（宝島社、2019年 - ）
- LEE（集英社、2021年 - ）
- otonaMUSE（宝島社、2022年 - ）
- MORE（集英社、2012年 - 2023年）
- ピチレモン（学研、2001年9月 - 2006年）- 専属モデル
- PINKY（集英社、2008年10月 - 2009年12月=最終号まで）- 専属モデル
- 週刊少年ジャンプ・「ジャンプ魂」「ジャン魂G!」（集英社、2009年5月 - 2010年6月）
- non-no（集英社、2010年1月 - 2012年6月）- 専属モデル
- sweet（宝島社、2012年 -）
- 美的（小学館、2012年 - ）
- vikka（三栄書房、2013年 - ）
- Soup.（MOTV、2014年 - ）
- ROLA（新潮社、2015年 - ）

### 写真集
- 佐藤栞里のリアル♡クローズ PERFECT LESSON（宝島社、2013年11月13日）

### 著書
- ちゃまてばこ（集英社、2016年10月28日）[45]

### その他書籍
- 見違える、私メイク（ワニブックス、2019年6月14日、著者:河嶋希） - 全編にわたってモデルを務める